# العلاقات الرواندية النيوزيلندية
العلاقات الرواندية النيوزيلندية هي العلاقات الثنائية التي تجمع بين رواندا ونيوزيلندا.

## مقارنة بين البلدين
هذه مقارنة عامة ومرجعية للدولتين:
| وجه المقارنة                                              | رواندا                                        | نيوزيلندا                                              |
| --------------------------------------------------------- | --------------------------------------------- | ------------------------------------------------------ |
| المساحة (كم2)                                             | 26.34 ألف                                     | 268.02 ألف                                             |
| عدد السكان (نسمة)                                         | 12.21 مليون                                   | 4.24 مليون                                             |
| الكثافة السكانية (ن./كم²)                                 | 463.55                                        | 15.82                                                  |
| العاصمة                                                   | كيغالي                                        | ويلينغتون، أوكلاند                                     |
| اللغة الرسمية                                             | اللغة الكينيارواندا، لغة إنجليزية، لغة فرنسية | لغة إنجليزية، اللغة الماورية، لغة الإشارة النيوزيلندية |
| العملة                                                    | فرنك رواندي                                   | دولار نيوزيلندي، الجنيه النيوزيلندي                    |
| الناتج المحلي الإجمالي (بليون دولار)                      | 9.14 مليار                                    | 205.85 مليار                                           |
| الناتج المحلي الإجمالي (تعادل القوة الشرائية) بليون دولار | 20.46 مليار                                   |                                                        |
| الناتج المحلي الإجمالي الاسمي للفرد دولار أمريكي          | 697                                           |                                                        |
| الناتج المحلي الإجمالي للفرد دولار أمريكي                 | 1.66 ألف                                      |                                                        |
| مؤشر التنمية البشرية                                      | 0.483                                         | 0.914                                                  |
| رمز المكالمات الدولي                                      | +250                                          | +64                                                    |
| رمز الإنترنت                                              | .rw                                           | .nz                                                    |
| المنطقة الزمنية                                           | ت ع م+02:00                                   | ت ع م+13:00، ت ع م+12:00                               |

## منظمات دولية مشتركة
يشترك البلدان في عضوية مجموعة من المنظمات الدولية، منها:
| علم المنظمة | اسم المنظمة                               | تاريخ انضمام رواندا | تاريخ انضمام نيوزيلندا |
| ----------- | ----------------------------------------- | ------------------- | ---------------------- |
|             | مؤسسة التنمية الدولية                     | 30 سبتمبر 1963      | 1 أكتوبر 1974          |
|             | يونسكو                                    | 7 نوفمبر 1962       | 4 نوفمبر 1946          |
|             | وكالة ضمان الاستثمار متعدد الأطراف        | 27 سبتمبر 2002      | 22 أبريل 2008          |
|             | الأمم المتحدة                             | 18 سبتمبر 1962      | 24 أكتوبر 1945         |
|             | دول الكومنولث                             | ?                   | ?                      |
|             | الاتحاد البريدي العالمي                   | ?                   | ?                      |
|             | البنك الدولي للإنشاء والتعمير             | 30 سبتمبر 1963      | 31 أغسطس 1961          |
|             | الاتحاد الدولي للاتصالات                  | 12 ديسمبر 1962      | 3 يونيو 1878           |
|             | منظمة حظر الأسلحة الكيميائية              | ?                   | ?                      |
|             | مؤسسة التمويل الدولية                     | 6 نوفمبر 1975       | 31 أغسطس 1961          |
|             | المركز الدولي لتسوية المنازعات الاستشارية | 14 نوفمبر 1979      | 2 مايو 1980            |
|             | منظمة التجارة العالمية                    | ?                   | ?                      |
|             | منظمة الشرطة الجنائية الدولية             | ?                   | ?                      |

## وصلات خارجية
- موقع وزارة الخارجية الرواندية
- موقع وزارة الخارجية النيوزيلندية